# Aleksandr Siusiukin
Aleksandr A. Siusiukin, ros. Александр А. Сюсюкин (ur. w 1890 r. we wsi Głubokoje, zm. ?) – rosyjski urzędnik, młodszy oficer wojsk Białych podczas wojny domowej w Rosji, szef oddziału politycznego Sztabu Wojska Dońskiego, a następnie oficer Kozackiego Stanu podczas II wojny światowej
Od 1913 r. był pisarzem, a następnie szefem kancelarii w urzędzie miejskim w Nowoczerkasku. W maju 1918 r. został aresztowany przez bolszewików. W lutym 1919 r. wypuszczono go na wolność. Przedostał się do wojsk Białych gen. Antona I. Denikina. Służył w oddziałach kozackich. Doszedł do stopnia sotnika. Po zakończeniu wojny domowej pozostał w Rosji, ukrywając swoją przeszłość. Pracował następnie na wielu stanowiskach (od zaopatrzeniowca do asenizatora). Według części źródeł od 1922 r. miał pracować w organach bezpieczeństwa publicznego (Czeka, OGPU i NKWD). W listopadzie 1940 r. ponownie został aresztowany przez NKWD, po czym po procesie skazano go na karę 4 miesięcy więzienia za systematyczne unikanie podjęcia obowiązku pracy. Po wyjściu na wolność został agronomem w stanicy Bogajewskaja. Po ataku wojsk niemieckich na ZSRR 22 czerwca 1941 r., zmobilizowano go do Armii Czerwonej. Na pocz. czerwca 1942 r. w rejonie wsi Sambek pod Rostowem nad Donem przeszedł linię frontu na stronę Niemców, po czym został przewieziony do Berlina, gdzie spotkał się z atamanem gen. Piotrem N. Krasnowem. Jako jego wysłannika odesłano go do okupowanego Rostowa nad Donem z misją zjednoczenia Kozaków dońskich w walce przeciwko Sowietom. W stopniu esauła stanął na pocz. lipca 1942 r. na czele oddziału politycznego Sztabu Wojska Dońskiego. Po ewakuacji wojsk niemieckich znad Donu wszedł w skład nowo formowanego Kozackiego Stanu. Po zakończeniu wojny został przekazany Sowietom. W 1947 r. po procesie skazano go na karę 25 lat łagrów. Po ogłoszeniu amnestii wyszedł w 1956 r. na wolność. Dalsze jego losy są nieznane.